# Lincoln the Lawyer
La Lincoln the Lawyer, nota anche come The Young Circuit Lawyer, Young Lincoln o semplicemente Abraham Lincoln è una scultura opera di Lorado Taft e situata nel block 1.000 di Race Street a Urbana (Illinois), proprio di fronte alla Urbana High School di Carle Park.
La statua venne inaugurata il 3 luglio del 1927. Fu spostata all'entrata orientale di Carle Park il 4 dicembre seguente, quando fu posizionata per la prima volta su un piedistallo rivolto in direzione Est. Taft richiese un posizionamento leggermente diverso, rivolto a Sud-est, e la statua fu spostata circa 20 piedi a nord verso il sito attuale nel dicembre del 1955. Fu restaurata nel 2003 e aggiunta al National Register of Historic Places il 10 marzo del 2004.
Raffigura il 16° presidente degli Stati Uniti d'America Abraham Lincoln; egli aveva esercitato in qualità di avvocato dell'ottavo circuito giudiziario dal 1837 fino al 1848. Il monumento venne pagato da un lascito della signora J. O. Cunningham la quale, assieme con suo marito, era stata una cara amica del futuro presidente fin da quegli anni.
Il lascito di 10000 $ fu finanziato dalla vendita della sua casa nella vicina Green Street. Questo importo era meno della metà della normale commissione di Taft per la commissione del bronzo, ma potrebbe aver accettato lo stesso anche a causa dei suoi stretti legami con la comunità. Era difatti stato allevato nella vicina Champaign.